# أونيس
بلدية أونيس (بالإسبانية: Onís) هي بلدية تقع في منطقة أستورياس شمال غرب إسبانيا.

## الديموغرافيا
بلغ عدد سكان بلدية أونيس 805 نسمة عام 2011 (وفقاً للمعهد الوطني للإحصاء الإسباني).
| 915 | 903 | 864 | 846 | 807 | 803 | 805 |